# Abdoulaye Touré
Abdoulaye Touré (Nantes, 3 de marzo de 1994) es un futbolista francés que juega de centrocampista en el Le Havre A. C. de la Ligue 1 de Francia.

## Trayectoria
Touré comenzó su carrera deportiva en el F. C. Nantes II en 2012.
Debutó como profesional, con el F. C. Nantes, el 11 de agosto de 2013, en un partido de la Ligue 1 frente al S. C. Bastia, en el que entró en la segunda parte reemplazando a Yohann Eudeline.
En la temporada 2014-15 estuvo cedido en el Vendée Poiré sur Vie Football.

## Selección nacional
Touré fue internacional sub-16, sub-17, sub-18 y sub-20 con la selección de fútbol de Francia.

## Clubes
| Club                                   | País    | Año       |
| -------------------------------------- | ------- | --------- |
| F. C. Nantes II                        | Francia | 2012-2014 |
| F. C. Nantes                           | Francia | 2014-2021 |
| Vendée Poiré sur Vie Football (cedido) | Francia | 2014-2015 |
| Genoa C. F. C.                         | Italia  | 2021-2023 |
| Fatih Karagümrük S. K. (cedido)        | Turquía | 2022      |
| Le Havre A. C.                         | Francia | 2023-     |